# 欧里亚克 (大西洋比利牛斯省)
欧里亚克（法語：Auriac，法語發音：[oʁjak] ⓘ）是法国大西洋比利牛斯省的一个市镇，属于波城区。

## 地理
欧里亚克（43°27'19"N, 0°18'57"W）面积5.23 平方千米，位于法国新阿基坦大区大西洋比利牛斯省，该省份为法国东南部省份，涵盖了贝阿恩与北巴斯克，西临大西洋比斯開灣，北至朗德省，东北接热尔省，东临上比利牛斯省，南与西班牙接壤。
与欧里亚克接壤的市镇（或旧市镇、城区）包括：米奥桑拉尼斯、阿尔热洛斯、拉斯克拉沃里、泰兹。

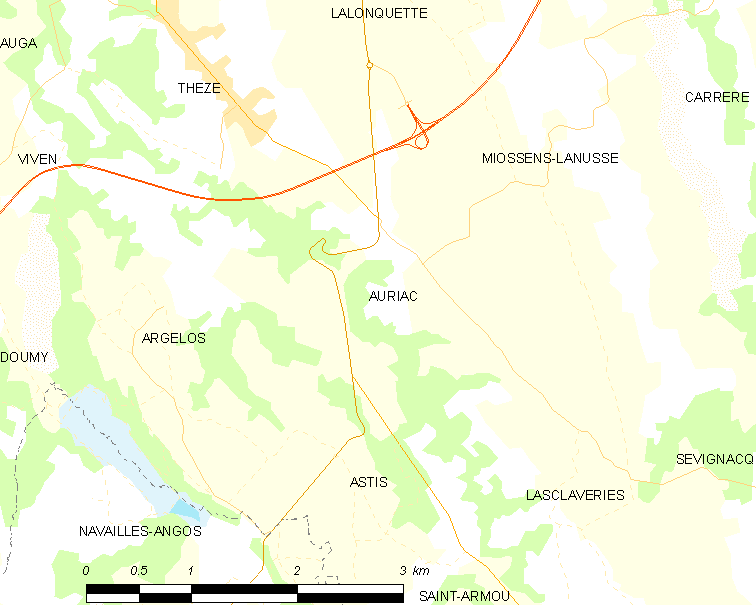
的OSM定位图

欧里亚克的时区为UTC+01:00、UTC+02:00（夏令时）。

## 行政
欧里亚克的邮政编码为64450，INSEE市镇编码为64078。

## 政治
欧里亚克所属的省级选区为吕伊河土地和维克比伊山坡县。

## 人口

1962-2008年间人口变化图示

欧里亚克于2022年1月1日时的人口数量为234人。